# Prosphaga
Prosphaga is een geslacht van rechtvleugeligen uit de familie sabelsprinkhanen (Tettigoniidae). De wetenschappelijke naam van dit geslacht is voor het eerst geldig gepubliceerd in 1960 door Ragge.

## Soorten
Het geslacht Prosphaga omvat de volgende soorten:
- Prosphaga calaharica Karny, 1910
- Prosphaga splendens Ragge, 1960